# Joan Albert Vicens Folgueira
Joan Albert Vicens Folgueira   (Barcelona, 24 de juliol de 1960) és un filòsof català.
Es va doctorar en Filosofia per la Universitat de Barcelona, amb la tesi La meditació com a forma del pensament metafísic de R. Descartes, dirigida per Jordi Sales i Coderch (1988). El seu treball filosòfic es concentra en la filosofia del segle xvii, la filosofia espanyola del segle xx (X. Zubiri, especialment) i la reflexió sobre la societat del segle XXI.
Ha estat professor i catedràtic a secundària (1989), des de 1994 a 2020 a l'Institut Sabadell (Sabadell), d'on ha estat director (2014-2020). Del 1998 al 2020 va ser professor titular de la Facultat de Filosofia de la Universitat Ramon Llull, on va impartir assignatures de Filosofia Moderna i Filosofia espanyola i va ser membre del grup de recerca "Filosofia i cultura", i del Consell de Redacció de la revista Comprendre, a més de creador i co-director de la revista Lletres de Filosofia i Humanitats. Ha estat co-fundador el 2014 i co-director –juntament amb Jordi Corominas– de la revista Perifèria. Cristianisme, Postmodernitat, Globalització.
El 1994 va ser co-fundador del Servei Ciutadà d'Acolliment als Immigrants (SCAI) de Sabadell –ciutat on viu–, entitat que va presidir durant deu anys. Del 2002 al 2012 fou, a més, patró de la Fundació Jaume Bofill.
El 2023 va presentar Aquesta foscor en què confio (Editorial Claret), de la qual va ser curador i que inclou els darrers escrits de Joan Casañas.

## Obres principals
- Vicens Folgueira, Joan Albert. La meditació com a forma del pensament metafísic de René Descartes (tesi).  Barcelona: Universitat de Barcelona, 1987.
- Vicens Folgueira, Joan Albert. Meditació i metafísica en Descartes.  Barcelona: Anthropos, 1990. ISBN 8476582552.
- Vicens Folgueira, Joan Albert i Jordi Corominas, Xavier Zubiri. La soledad sonora, Madrid: Taurus, 2006. ISBN 8430606033. 2ª Edició publicada el  2024 per ARCA21a Amazon, ISBN 9798345245460.
- Vicens Folgueira, Joan Albert i Jordi Corominas, Conversaciones sobre Xavier Zubiri, Madrid: Encuentro, ISBN 9788428817929.
- Vicens Folgueira, Joan Albert. Xavier Zubiri i Catalunya.  Barcelona: Facultat de Filosofia de la Universitat Ramon Llull, 2007. ISBN 9788493446925. OCLC 803968434.
- Traducció i edició de N.Malebranche, Tratado del amor de Dios. Conversación de un filosofo cristiano con un filósofo chino.  Madrid: Encuentro, 2015. ISBN 9788490550762.
- Vicens Folgueira, Joan Albert i Jordi Corominas, Edició de: Xavier Zubiri, Introducción a la filosofía de los griegos,  Fundación. X. Zubiri, Alianza Editorial, Madrid; 2018, ISBN 9788491810162.
- Vicens Folgueira, Joan Albert, Sobre gólems, inteligencias artificiales y transhumanos, Barcelona: Milenio, 2024. ISBN 9788419884572.[11]
- Vicens Folgueira, Joan Albert i Jordi Corominas, Edició de: Xavier Zubiri, Epistolario, Fundación. X. Zubiri, Alianza Editorial, Madrid: 2024. ISBN 9788411488068.
- Humans a Auschhwitz. Barcelona: Editorial Claret, 2025. ISBN                           9788491365822 [Editat en versió en català i en castellà]